# Phaula splendida
Phaula splendida là một loài bọ cánh cứng trong họ Cerambycidae.